# Johannes Malderus

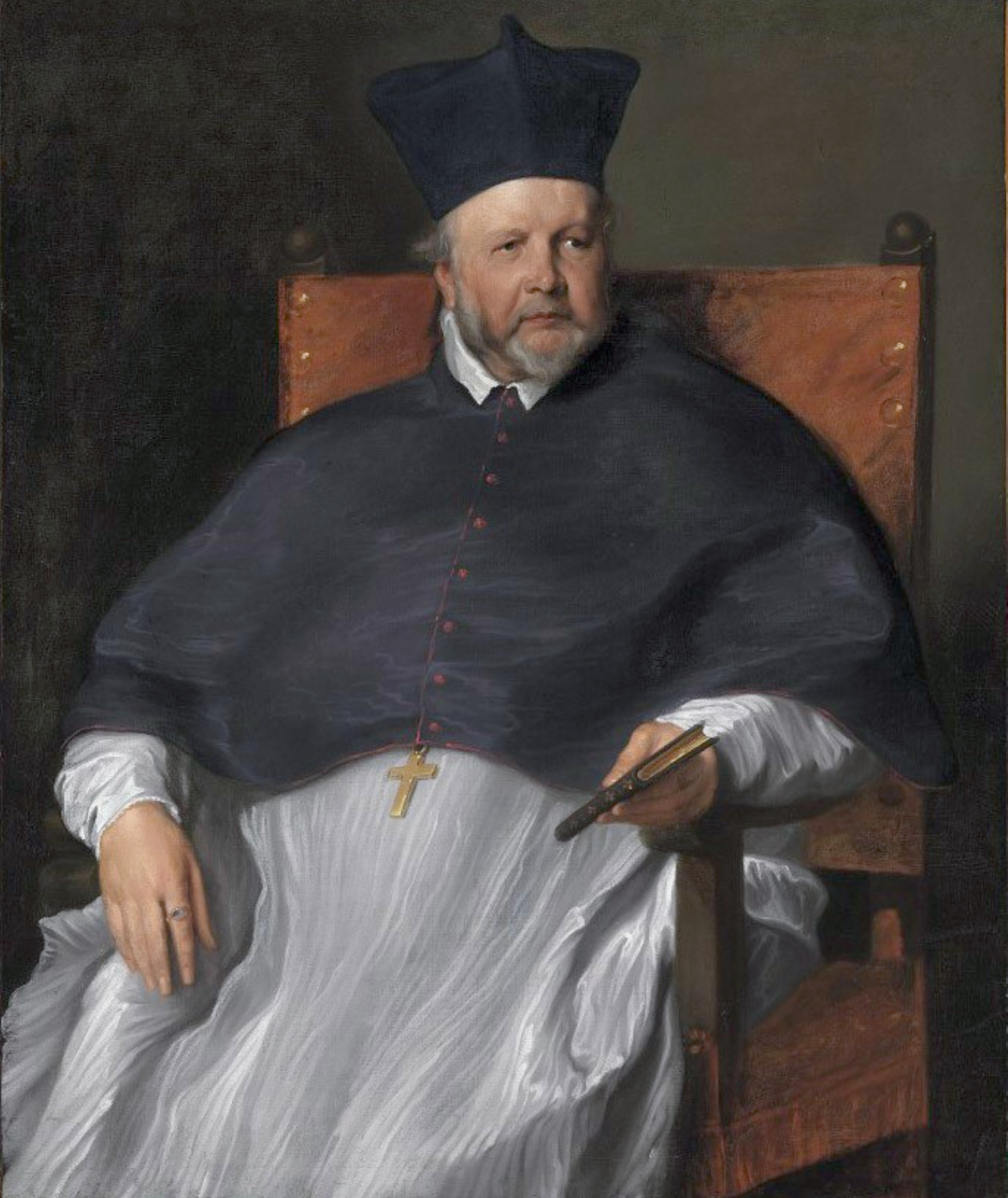
Johannes Malderus

Johannes Malderus, geboren als Jan van Malderen (Sint-Pieters-Leeuw, 14 augustus 1563 – Antwerpen, 21 oktober 1633) was de vijfde bisschop van het bisdom Antwerpen. Zijn wapenspreuk was, spelend op zijn naam: Malo de re (Geen schijn maar waarheid).

## Jeugd en studies
Jan van Malderen werd geboren als enig kind van Zeger van Malderen en Elisabeth Walravens. Hij werd opgevoed door zijn oom Jan van Malderen, pastoor van het dorp, die in de gunst stond van kardinaal Granvelle. Hij vatte zijn humaniora aan in Brussel. Daarna studeerde hij wijsbegeerte aan de universiteit van Dowaai en godgeleerdheid in Leuven. In 1586 werd Malderus benoemd tot professor in de wijsbegeerte aan de pedagogie Het Varken in Leuven. Acht jaar later behaalde hij de titel van doctor in de godgeleerdheid bij de Alma Mater. In 1596 werd Malderus kanunnik van de Sint-Pieterskerk. Twee jaar later werd hij tot voorzitter van het Koningscollege in Leuven gekozen.

## Bisschop van Antwerpen
In 1611 werd Malderus door de aartshertogen Albrecht en Isabella gevraagd om bisschop van Antwerpen te worden na het overlijden van Johannes Miraeus. Zijn wijding vond plaats op 7 augustus. Johannes Malderus was een geleerd man. Hij schreef veel erudiete traktaten, waakte nauwkeurig over de bisschoppelijke administratie en hield nauwgezet een dagboek bij. Malderus stierf in 1633 na een episcopaat van 22 jaren. Hij werd begraven in de Onze-Lieve-Vrouwekathedraal in Antwerpen. Bij testament ging zijn erfenis naar het stichten van een studiehuis in Leuven: het Malderuscollege.

### Trendbreuk
Een trendbreuk met zijn voorganger was dat hij niet vaak preken gaf. Dit was te wijten aan zijn gezondheidstoestand. Toch onderhield hij een goede relatie met zijn clerus. Hij bezocht jaarlijks een vier- à achttal hoofdplaatsen van zijn bisdom en onderhield goede contacten met de pastoors onder zijn gezag. Hij hield er met hen een uitgebreide correspondentie op na en wekelijks vonden er vergaderingen plaats met het vicariaat. Ook met kloosterlingen had hij goede contacten. Hij was een uitgesproken voorstander van de jezuïetenorde. Zijn biechtvader was een jezuïet en zelf was hij ook lid van hun Latijnse sodaliteit. Ook gewone mensen kwamen bij hem langs voor raad in persoonlijke kwesties. Hij was een bisschop die dicht bij zijn volk stond.

### Strijd tegen het protestantisme
Vanaf de eerste dag van zijn aanstelling was duidelijk dat Malderus een duidelijk doel had: de strijd aanbinden tegen de ketters en hernieuwde evangelisatie. Hij zag het katholiek onderricht als middel bij uitstek om zijn doel te bereiken. De catechismus speelde hierbij een belangrijke rol. Bisschop Malderus was in zijn tijd bekend om zijn duidelijke standpunten met betrekking tot de paasplicht. Hij eiste een betere controle op de rechtgelovigheid van de parochianen. Mensen van wie niet kon aangetoond worden dat ze de afgelopen jaren regelmatig naar de kerk geweest waren, konden bijvoorbeeld niet meer kerkelijk begraven worden. In 1617 kondigde hij een maatregel af in verband met de paasplicht. Wie de paasplicht niet volbracht, riskeerde niet langer alleen geestelijke straffen van de officialiteit, maar ook een boete van 20 gulden.
De protestanten kwamen hiertegen in verweer. Ze tekenden verzet aan bij de Antwerpse stadsmagistraat en bekwamen een afzwakking van de maatregel. De steun die de protestanten kregen van de magistraat valt te verklaren door hun economische kracht. Vaak waren het rijke kooplui uit het Noorden die zich in Antwerpen tijdelijk vestigden. Na de economische crisis waarmee Antwerpen te maken kreeg vanaf 1585 waren mensen met vermogen meer dan welkom in de stad. Het compromis dat de magistraat uitwerkte was dat enkel de mensen die door de bisschop zelf aangeduid werden op verdenking van het verwaarlozen van de paasplicht een boete moesten betalen, indien de beschuldigingen klopten. Malderus ging strategisch te werk bij het uitvoeren van dit compromis en beschuldigde voornamelijk protestantse boegbeelden. Zo hoopte hij druk te zetten op de andere protestanten om zich te bekeren. Het mandaat over de paasplicht werd een tweede keer afgekondigd in 1620. Dit op verzoek van de centrale overheid die de bisschop en magistraat beval om maatregelen te treffen tegen de gevestigde protestanten in Antwerpen. Wederom kwamen de protestanten klagen. Deze keer haalden ze echter hun slag niet thuis.
Na het Twaalfjarig Bestand (1609-1621) was de bisschop vrij tolerant. Hij zette een ultieme bekeringsactie op poten. Hij gaf de pastoors de opdracht lijsten aan te leggen van diegenen die niet deelnamen aan de communie in hun parochie. Hij gaf hun daarnaast ook de opdracht minstens eenmaal per maand met deze mensen te praten om hen alsnog te bekeren. Deze actie wierp desondanks niet de verwachte vruchten af. Na enkele maanden bevatte de lijst 232 personen, met daarbij de mededeling dat er nog een pak meer waren, maar dat de pastoors geen contact met hen hadden of hen niet kenden. De bisschop speelde deze lijsten door aan landvoogdes Isabella, die de uitwijzing beloofde, maar of die uitwijzing echt heeft plaatsgevonden is niet bekend. In de jaren die volgden werd deze hardere politiek verder gezet. Toch behielden de laatste protestantse kernen een relatieve godsdienstvrijheid indien ze zich niet te openlijk profileerden.

### Organisator
Bisschop Malderus was tevens dé bisschop van administratie en codificatie. Geen enkele andere bisschop gaf zoveel ordonnanties, reglementen en verslagen uit. Dit heeft mede te maken met de lengte van zijn episcopaat, maar ook met de gunstige tijdsomstandigheden die het mogelijk maakten het systeem grondig te reorganiseren.

## Publicaties
- Catholijck onderwijs tot versterckinghe vanden crancken in't gheloove, Antwerpen, Plantin, 1613.
- De Virtvtibvs Theologicis Et Ivstitia Et Religione Commentaria : Ad Secundam Secundæ D. Thomæ, Antverpiae : Off. Plantiniana, 1616
- Anti-Synodica, sive animadversiones in decreta conventus Dordraceni, quam vocant Synodum Nationalem, de quinque docrinae capitibus, inter remonstrantes & contraremonstrantes controversis, Antverpiae : Moretus & Meursius, 1620
- Censura libellorum scholasticalium, anno 1621.
- In Primam Secvndæ D. Thomae Commentaria : De Fine & Beatitudine hominis. De Actibus humanis. De Virtutibus, Vitiis, & Peccatis. De Legibus. De Gratia. De Iustificatione. De Meritis, Antverpiæ : Plantin, 1623
- Tractatus de Restrictionum Mentalium abusu, Antwerpen, 1624
- Tractatus de Sigillo Confessionis Sacramentalis, Antwerpen, ex officina Plantiniana, 1626.
- In Canticvm Canticorvm Salomonis Commentarivs, Antverpiae, Plantin, 1628
- In primam partem D. Thomae commentaria, de Sancta Trinitate, Creatione In Genere, et Angelis, Antverpiae, 1634
- Een latere versie van Brevis Commentarius in Canticum Canticorum (1652), waaraan een kort traktaat over een geestelijke oefening van Pater Joannes Evangelista is toegevoegd, samen met een beoordeling van dergelijke oefeningen door Joannes Malderus en enkele notities, is te vinden in de Bijzondere Collecties van KU Leuven.

## Voetnoten
1. ↑  Marie Juliette Marinus, Het verdwijnen van het protestantisme in de Zuidelijke Nederlanden, in: De Zeventiende Eeuw, 1997, p. 266. Gearchiveerd op 5 oktober 2021.
2. ↑  Marinus, 1997, p. 266
3. ↑  Marinus, 1997, p. 267-268

- Biblioteca Nacional de España: XX5064128
- Biografisch Portaal: 28287287
- Catàleg d'autoritats de noms i títols de Catalunya: 981058512064906706
- Digitale Bibliotheek voor de Nederlandse Letteren: mald002
- Gemeinsame Normdatei: 100198376
- International Standard Name Identifier: 0000 0001 0886 096X
- Library of Congress Control Number: nr2003017082
- Nederlandse Thesaurus van Auteursnamen: 071533702
- Istituto Centrale per il Catalogo Unico: RMSV050507
- Système universitaire de documentation: 254297188
- Virtual International Authority File: 34400404
- WorldCat: E39PBJk4CM7TgyyW4QkkthjjYP